# Leonid Kuchma
Leonid Danílovich Kuchma (en ucraniano: Леонід  Данилович Кучма; 9 de agosto de 1938) es un político ucraniano, primer ministro de su país entre 1992 y 1993. Fue también presidente de Ucrania desde julio de 1994 hasta enero de 2005. Fue sucedido por Víktor Yúshchenko.

## Biografía
Kuchma estudió en la Universidad de Dnipropetrovsk licenciándose en Ingeniería de cohetes. Fue ingeniero en el Cosmódromo de Baikonur, así como miembro del Partido Comunista de la Unión Soviética.

## Trayectoria política
Kuchma jugó un importante papel en los programas de misiles estratégicos y cohetes espaciales como ejecutivo de la compañía industrial Yuzhmash de Dnipropetrovsk. Desde 1990 a 1992 fue miembro de la Rada Suprema de Ucrania y perteneció al Comité de Defensa y Seguridad del Estado. Fue nombrado primer ministro de Ucrania en 1992.

### Presidencia

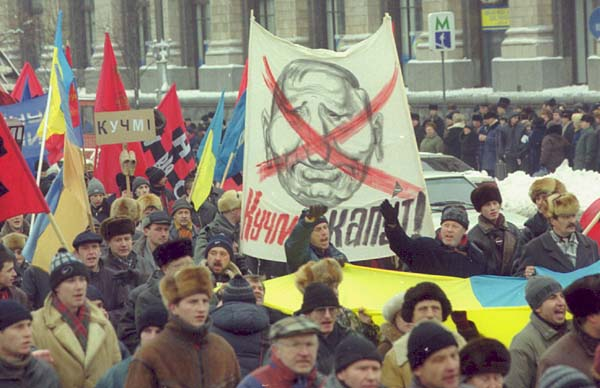
Protestas de Ucrania sin Kuchma.

El empeoramiento de la situación socioeconómica provocó la primera crisis política del país, las elecciones presidenciales anticipadas en 1994 en las que ganó Leonid Kuchma y así los miembros de la Rada Suprema fueron renovados por primera vez. Los comunistas ganaron la mayoría de los escaños, 96; el Movimiento Popular, 20; el Partido Campesino, 18 y el Partido Socialista, 14; lo que atestigua el dominio de las fuerzas de izquierda. Alexander Moroz fue elegido presidente del parlamento y Vitali Masol primer ministro.
La presidencia de Kuchma estuvo marcada por una estabilización de la situación en el país, pero no tanto por reformas efectivas como por el congelamiento de la situación. En 1995, se resolvió la crisis de Crimea y se frenaron los esfuerzos separatistas de los diputados locales. El 28 de junio de 1996 se aprobó la Constitución de Ucrania, que aprobó la forma de gobierno semipresidencialista, en septiembre de 1996 el banco nacional de Ucrania llevó a cabo una reforma monetaria e introdujo una nueva moneda nacional, la Grivna. Gracias a la política de exterior de Kuchma, Ucrania logró convertirse en miembro del Consejo de Europa en 1995, firmar la Estrategia de Integración de la Unión Europea en 1996 y el acuerdo sobre una asociación especial entre Ucrania y la OTAN en 1997. En 1997, la flota naval del mar negro finalmente se dividió, el 18 % de la cual fue a Ucrania y Rusia se quedó con una base naval en Sebastopol con una licencia para tener la base dentro del territorio de Ucrania con validez hasta 2017, a cambio, Ucrania recibió el reconocimiento de la independencia y las fronteras estatales por parte de Rusia. Debido a la privatización de las empresas importantes del país, los principales sectores de la economía quedaron en manos de un pequeño número de oligarcas. Como resultado, se redujo la competencia tanto en el mercado interno como en las importaciones de ciertas industrias, por ejemplo, combustibles y lubricantes.
En marzo de 1998 se realizaron por primera vez elecciones parlamentarias bajo un sistema mixto (mayoría proporcional), con 225 diputados elegidos en circunscripciones uninominales y 225 en listas de partidos políticos y bloques en circunscripción plurinominal, según los resultados Iván Plyushch fue elegido presidente de la Rada Suprema. En la segunda vuelta de las elecciones presidenciales de 1999, Kuchma ganó por segunda vez, obteniendo el apoyo de los oligarcas y repitiendo el éxito de Yeltsin en 1996 como única alternativa a los comunistas. El líder de las fuerzas democráticas nacionales, Viacheslav Chornovil, falleció en un accidente de coche antes de las elecciones. Bajo la segunda presidencia de Kuchma, con la ayuda de reformadores, el primer ministro Víktor Yúshchenko y su adjunta Yulia Timoshenko, se logró lograr cierto crecimiento económico.
El 16 de abril de 2000, se llevó a cabo el referéndum en toda Ucrania por iniciativa del pueblo. Más del 80 % de los votantes que participaron en la votación se mostraron a favor de la creación de un parlamento bicameral, la reducción del número de diputados de 450 a 300, la eliminación de la inmunidad parlamentaria y el derecho del presidente a poner fin a los poderes de la Rada Suprema, sin embargo, la decisión del referéndum nunca se implementó. En la primavera de 2001, la posición política de Kuchma se vio empañada por el «escándalo de cassette» y el asesinato del periodista Georgiy Gongadze, los registros del Mayor del servicio de seguridad de Ucrania, Mykola Melnychenko, realizados en la oficina del presidente, testificaron la participación de representantes de los más altos niveles de poder en este y otros delitos de alto perfil. Estuvo tuvo como consecuencia las protestas de «¡Ucrania sin Kuchma!». La manifestación del 9 de marzo de 2001 terminó en enfrentamientos con la policía y 18 manifestantes fueron condenados a entre 2 y 5 años de prisión. En el mismo año, el gobierno reformista y Víktor Yúschenko fueron destituidos.
Tras las elecciones parlamentarias de 2002, la mayoría parlamentaria se formó sobre la base de fuerzas pro-Kuchma. Ese mismo año, Ucrania cayó en el aislamiento internacional por un escándalo por la venta de radares Kolchuga a Sadam Huseín durante la guerra de Irak y el derribo de un avión ruso sobre el mar Negro con 72 ciudadanos israelíes durante un ejercicio militar conjunto ruso-ucraniano.
Bajo la presente Constitución de Ucrania, Kuchma dejó la presidencia en octubre de 2004, al no poder ser reelegido. Las elecciones presidenciales de noviembre de 2004 que impedían su reelección impulsaron a su candidato Víktor Yanukóvich como nuevo presidente en un fraude electoral rechazado por la oposición dirigida por los prooccidentales Víktor Yúshchenko y Yulia Timoshenko. El fraude electoral provocó una serie de protestas que desembocaron en la conocida como Revolución naranja. En diciembre de ese año accede a la presidencia Víktor Yúshchenko.[cita requerida]

#### Controversias
La oposición lo acusó de estar relacionado con el asesinato en 2000 del periodista Georgiy Gongadze.
Escandalizados por el asesinato, los ucranianos lanzaron protestas en los años 2000-2001 bajo la divisa “Ucrania sin Kuchma”.
También se lo criticó por sus restricciones a la libertad de prensa, aplicando la censura a toda crítica.
La campaña de Kuchma contra la prensa fue tal, que en 2001 el Comité para la Protección de los Periodistas (CPJ) nombró a Kuchma como uno de los diez peores enemigos de la prensa en ese año, junto a otros líderes como Fidel Castro, Vladímir Putin y el ayatolá Alí Jamenei.

## Tras la presidencia
Leonid Kuchma ha participado activamente en política desde que terminó su presidencia. Se alineó con el presidente Viktor Yushchenko en 2005, pero más tarde planteó preocupaciones sobre el presidente en la correspondencia con el entonces embajador de Estados Unidos en Ucrania, John Tefft. Kuchma apoyó a Yanukovych para presidente en 2010.

### Involucramiento en el conflicto prorruso de 2014 en Ucrania
Kuchma representó a Ucrania en las negociaciones con los separatistas armados de las provincias de Donetsk y Luhansk el 21 de junio de 2014 para discutir el Plan de paz de quince puntos del presidente Petro Poroshenko.  Él junto a Víctor Yúschenko y Petro Poroshenko hicieron un llamamiento a la comunidad internacional para salvar a los civiles y soldados de Azovstal, en la sitiada ciudad de Mariúpol. Su papel como diplomático fue recibido positivamente por Occidente y Rusia, así como por la opinión pública ucraniana.
El 11 de febrero de 2015, Kuchma fue uno de los firmantes de un proyecto de plan para poner fin al conflicto en Donbás. La cumbre se conoció como Minsk II. El plan garantizaba la aplicación de un alto el fuego; la reacción de los líderes en Europa fue en general positiva.
En marzo de 2015, Kuchma pronunció un discurso en el que pidió a Occidente una mayor implicación en la región. Criticó la actuación de las fuerzas respaldadas por Rusia en el intento de tomar la ciudad de Debaltseve.
En septiembre de 2015, Kuchma fue nombrado de nuevo representante de Ucrania en el Grupo de Contacto Trilateral. El grupo se reunió en Bielorrusia para debatir el fin del conflicto en Donbás. A principios de 2017, Kuchma se pronunció en contra del bloqueo del transporte en Donbás. En marzo de 2017, en el Grupo de Contacto Trilateral (TCG) de Minsk, exigió que la Federación Rusa derogara su decreto sobre el reconocimiento de los pasaportes expedidos en las zonas controladas por los separatistas.
El 2 de octubre de 2018, Kuchma dimitió como representante de Ucrania en el Grupo de Contacto Trilateral debido a su edad. Regresó a las conversaciones en junio de 2019, a petición del recién elegido presidente ucraniano Volodímir Zelenski y tras la mediación de Victor Pinchuk. Según fuentes estadounidenses, volvió a dejar el cargo en julio de 2020, alegando cansancio. Fue sustituido por Leonid Kravchuk.

### Invasión rusa de Ucrania de 2022
Cuando Rusia comenzó su invasión de Ucrania en 2022, Kuchma dijo que se quedaría para ayudar a defender el país: "Me quedo en casa, en Ucrania, porque todos estamos en nuestra Patria, no hay otra. Y la defenderemos juntos hasta la victoria, sin división en columnas partidistas, sin intereses personales ni viejas discusiones. Unidos estamos en torno a la Bandera, el Ejército y el Presidente. Ucrania no es Rusia. Y nunca se convertirá en Rusia. No importa cuánto lo deseen. Ya estamos ganando. Y esto no se puede parar. Y sólo diré a la Federación Rusa que estoy de acuerdo con las palabras de mis compatriotas que dicen a una sola voz: ¡malditos seáis todos!".